# 埋單計數，撤回課程，佔領政總
「埋單計數，撤回課程，佔領政總」是香港學生組織學民思潮在2012年8月30日發起的反對德育及國民教育科升級行動。該次行動在香港島添馬艦政府總部東翼迴旋處（又稱公民廣場）進行，多名學民思潮成員及義工在現場紮營，通宵留守，並有大量市民支持行動。最高峰當晚（9月7日）更有12萬人集會，是香港回歸後最大型的非政治事件集會，亦是回歸後除七一大遊行及維園六四燭光晚會以外，第三大規模的社會運動，與2013年港視不獲發牌風波並列，僅次於2014年雨傘運動及2019年反送中運動。其中3名學民思潮成員更絕食56小時，後由民間反對國民教育科大聯盟成員接力絕食，當中教協理事韓連山絕食時間長達171小時。行動持續進行至9月9日凌晨，由學民思潮召集人黃之鋒宣佈結束。

## 發起原因
德育及國民教育科著重情感灌輸，要求培育學生對中國的「自豪感」，加上此科內容疑似中國模式國情專題教學手冊，內容偏頗，趨向正面，並且避開中國大陸近20年爭議性的事件（如1989年六四事件、2012年陳光誠訪美事件和李旺陽被自殺事件等時事），反而多是描述中華人民共和國及中國共產黨幾十年來的經濟成就。另外在香港教育局製作在面向小二學童的教案時，將「我学会了唱国歌」列為學生責任，教師需引導學生思考，使之以身为中国人为荣，如同得獎運動員一樣，有感动流泪的感觉。並且要求學生認同「『我为自己是一个中国人而高兴』，若你認同這句話，請大聲說出『我为自己是一个中国人而高兴』」，亦引發市民廣泛質疑此科的推行是「洗腦」。
「全民行動，反對洗腦，7月29日，萬人大遊行」有9萬人上街，之後的「全民行動，十區街站，收集簽名」更有20萬人聯署，要求撤回德育及國民教育科；但政府只表示開設「開展德育及國民教育科委員會」，未有真正回應撤回科目的要求，結果導致行動升級，引發佔領行動。

## 行動經過
學民思潮在8月29日突然宣佈，8月30日下午4時開始「埋單計數，撤回課程，佔領政總」之升級行動，初步預計佔領至9月1日的「良心話事，守護孩子」公民教育開學禮大集會。8月30日下午3時半，學民思潮成員及義工集合；下午4時正式佔領政府總部，開始紮營。
9月1日，學民思潮宣佈在「良心話事，守護孩子」公民教育開學禮大集會後繼續佔領行動，國民教育家長關注組、教協、學聯及民間反對國民教育科大聯盟亦正式加入佔領；當日的大集會有4萬人參與。9月3日，民間反對國民教育科大聯盟發起「鐵屋吶喊，撤回課程」大集會，8000人參與；9月4日亦再有8000人參與；9月5日至9月6日集會人數更增至1萬人。
9月7日，民間反對國民教育科大聯盟發起香港市民以穿著黑衫向政府表明要求撤回德育及國民教育科的行動，並呼籲市民在當天晚上到新政府總部參與聲援，令到集會空地爆滿，其他支持的民眾聚集在香港演藝學院附近，需要到添馬公園參與，而大會亦於添馬露天劇場以大屏幕形式將集會情況直播給有需要人士觀看。同時其中200名參與集會的長跑愛好者以接力長跑形式向政府表達反對推行國民教育科的訴求。截至當晚10時，大會公佈有12萬市民在添馬艦集會反對國教科，打破大會紀錄（原紀錄為「全民行動，反對洗腦，729萬人大遊行」的9萬人），亦標誌行動成為香港主權移交以來，除七一大遊行、六四燭光晚會以外最多人出席的集會（2013年港視發牌風波引發的12萬人遊行是平紀錄；後來被2014年「雨傘運動」的20萬人打破）；警方亦指，截至當晚9時半，有36000人集會，亦比「全民行動，反對洗腦，729萬人大遊行」的警方公佈數字32000人多。當時的人潮比「良心話事，守護孩子」公民教育開學禮大集會急劇增多，「逼爆」整個添馬艦，演藝學院一帶亦有集會群眾，港鐵金鐘站需實施人潮管制。
民間反對國民教育科大聯盟宣佈在9月8日晚上7時（後提早為上午10時）發起「黑衣黑絲帶，全城大集會」（後易名「守護孩子，遍地開花」大集會），學民思潮呼籲更多市民出席，「癱瘓金鐘」，當晚集會再有10萬人參與，而警方稱有27500人在場。
9月9日凌晨，學民思潮宣佈結束佔領行動，但學民思潮召集人黃之鋒與國民教育家長關注組召集人陳惜姿都表示因政府未有撤回課程指引，故抗爭仍會繼續，但也有300多人留守直至要求政府真正撤回德育及國民教育科。而陳惜姿亦指出國民教育家長關注組將成立有限公司以便進行籌款和長期監察政府對德育及國民教育科的反應及行動。

## 反應

### 政府反應

#### 梁振英、吳克儉、胡紅玉探訪
8月31日早上，行政長官梁振英及教育局局長吳克儉到政總迴旋處探訪學民思潮成員，梁振英與學民思潮召集人黃之鋒正面交鋒，黃之鋒向梁振英遞上示威標語，梁振英接過後欲與黃之鋒握手，黃之鋒旋即拒絕，退後一步並帶領成員高呼：「捍衞思想自由！」大喊口號後，梁振英再次嘗試與黃之鋒握手，黃之鋒仍然拒絕，但以90度鞠躬回應。探訪期間，吳克儉一言不發，躲在梁振英背後；而梁振英及吳克儉均沒探望絕食學生，被狂轟「做Show」。
同日下午，開展德育及國民教育科委員會主席胡紅玉亦到場探訪學民思潮成員，但亦被轟為「做Show」。

#### 作出讓步
9月8日下午6時15分，行政長官梁振英、政務司司長林鄭月娥、教育局局長吳克儉、開展德育及國民教育科委員會主席胡紅玉召開記者會，作出讓步，包括將三年的開展期限取消、開科與否由學校自行決定、檢討課程指引及承諾在五年任期內不會再推動國教科獨立成科。

### 政治團體反應

#### 李柱銘、黎智英探訪
前民主黨主席李柱銘和壹傳媒主席黎智英在9月7日晚上探訪絕食人士。李柱銘表示要香港人接受子女被洗腦是不可能的，有不會獨立思考的年輕人的香港不是東方之珠，並指出早前政務司司長林鄭月娥之所以在接受有線電視訪問流淚是因為她還有良知。

### 其他組織反應

#### 教協遊行聲援
8月31日，有十多位香港教育專業人員協會（教協）的成員從金鐘海富中心遊行至政府總部，聲援凱撒、黃莉莉及林朗彥絕食，並以鮮花慰問他們。教協副主席黃克廉要求政府在48小時內（9月3日前）回應他們撤回德育及國民教育科的訴求，否則會連同民間反對國民教育科大聯盟進行「不合作運動」。

#### 《黑紙》趕製特別號《撤回》
《黑紙》表示，原訂在9月7日出版的第28期《杜汶澤：自我》早已定稿，但為讓讀者更了解反國教科理由，在9月6日決定趕製《黑紙特別號——要求撤回國民教育的十一個理由：撤回》，於9月7日下午運抵政總，免費派發。
由於反應熱烈，《黑紙》9月8日加印特別號，並再運抵政總派發。

### 市民反應

#### 有市民送贈100箱水
管理物資的學民思潮成員張峻滔表示很多人捐贈物資包括食物、沐浴露、拖鞋及餐具等等，更有市民送贈100箱水給他們，不過他同時也指出物資足夠使用，期盼市民暫時無須送上物資。

## 絕食

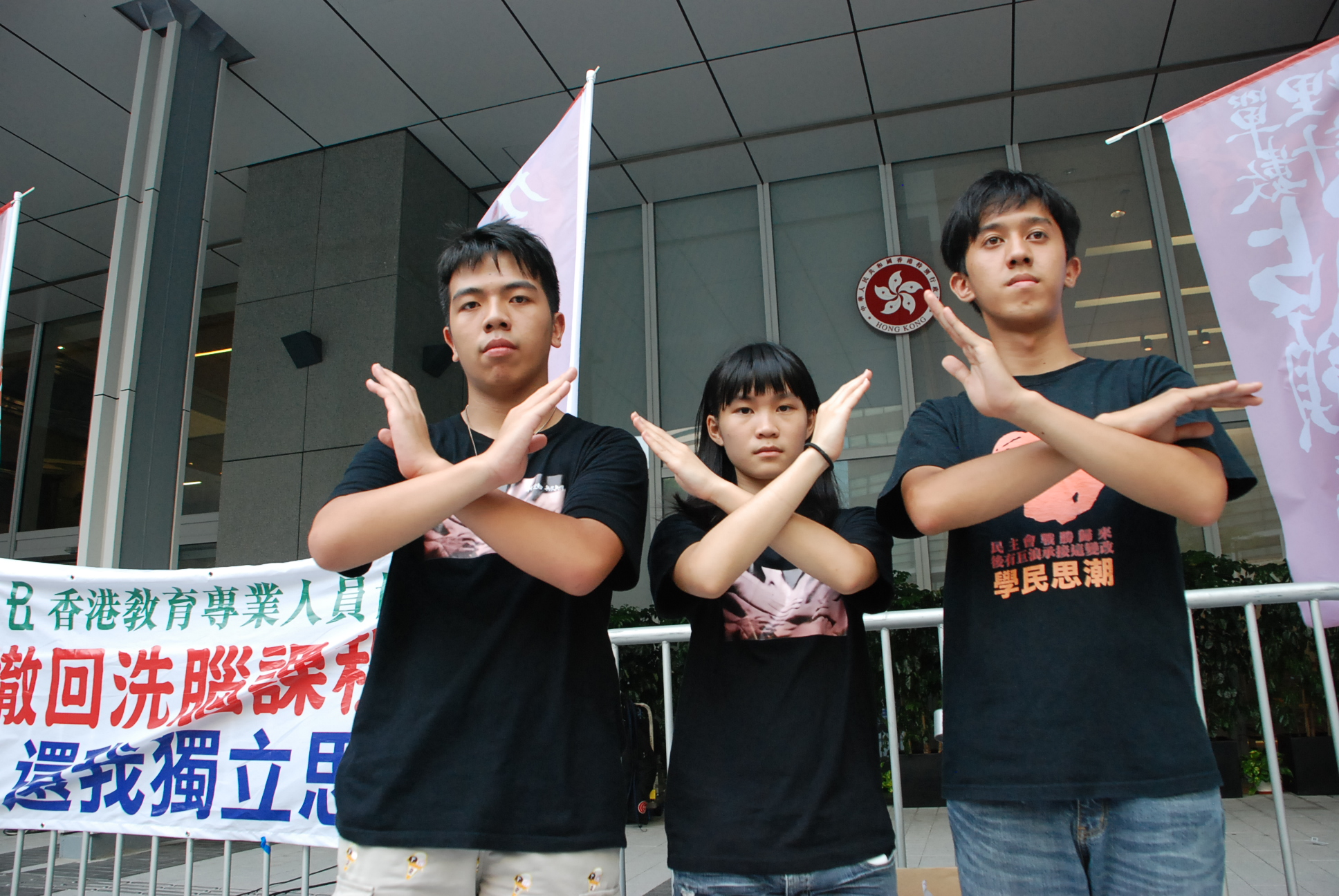
凱撒（右）、黃莉莉（中）及林朗彥（左）絕食

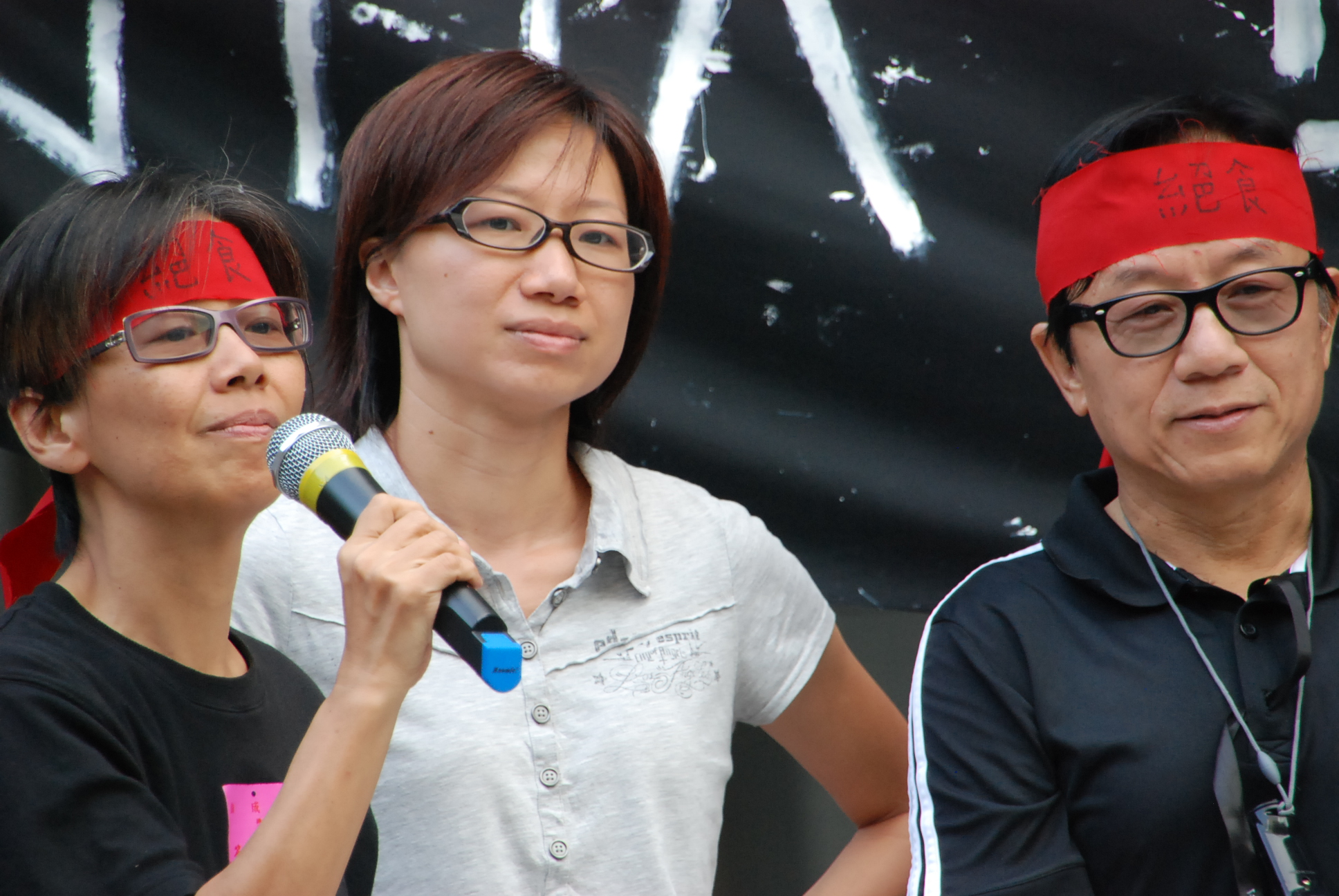
何芝君（左）與黃瑞紅（中）絕食約48小時後不適結束絕食；韓連山（右）則絕食至行動結束，維持171小時

學民思潮的其中3位成員──凱撒、黃莉莉及前召集人林朗彥，在佔領行動開始的同時突然宣佈絕食3日。
在9月1日，黃莉莉血糖過低不適，需要喝葡萄糖水。學民思潮因應3人的身體虛弱，宣佈提早在9月2日午夜12時正終止絕食；但民間反對國民教育科大聯盟的其中10名成員包括教協副會長黃克廉、教協理事兼退休教師韓連山、香港理工大學前副教授何芝君、國民教育家長關注組成員黃瑞紅、學聯秘書長李成康、大學生熊婉婷、詹玟玟、鄧永威、李澤民、陳德運在「良心話事，守護孩子」公民教育開學禮大集會宣佈接力，繼續絕食行動。
9月4日，何芝君及黃瑞紅分別因操勞過度而被送往律敦治醫院和感到不適而決定回家歇息，由社工黃邦豪、家長姚冠東和家長潘淑瑛加入絕食行動代替。
9月5日，學聯成員詹玟玟、李成康、鄧永威及熊婉婷以因健康問題退出絕食行動，他們共絕食60多個小時，中大新聞系教授馬傑偉加入代替4人的位置。
到9月6日下午，有9名在70年代活躍的社運人士岑建勳、關錦標及黃興華等9人加入絕食，而絕食67小時的家長姚冠東因健康原因退出絕食，而中大新聞與傳播學系教授馬傑偉在絕食50小時後亦退出，令絕食人數增加到14人。
9月9日凌晨，絕食行動隨佔領行動結束而終止。教協理事兼退休教師韓連山絕食共171小時。

## 不合作運動
9月3日晚上，民間反對國民教育科大聯盟宣佈發起不合作運動，包括罷課。

### 大專生罷課
9月5日，香港專上學生聯會宣布在9月11日發起香港大專下午罷課，以聲援之後中小學罷課的活動。當天會在香港中文大學百萬大道進行誓師儀式，同時表示當大規模中小學生罷課時會為他們做義工支援。當日有超過8000名大專生參與罷課。